# Bulbophyllum subapetalum
Bulbophyllum subapetalum là một loài phong lan thuộc chi Bulbophyllum.